# Svenska landskommunernas förbund
Svenska landskommunernas förbund var en intresseorganisation för landskommunerna i Sverige. Den bildades 1919, och slogs 1968 samman med Svenska stadsförbundet (grundat 1908), och bildade Svenska kommunförbundet.
Förbundet verkade bland annat för kommunsammanläggningar (inkorporering).